# Manteleta

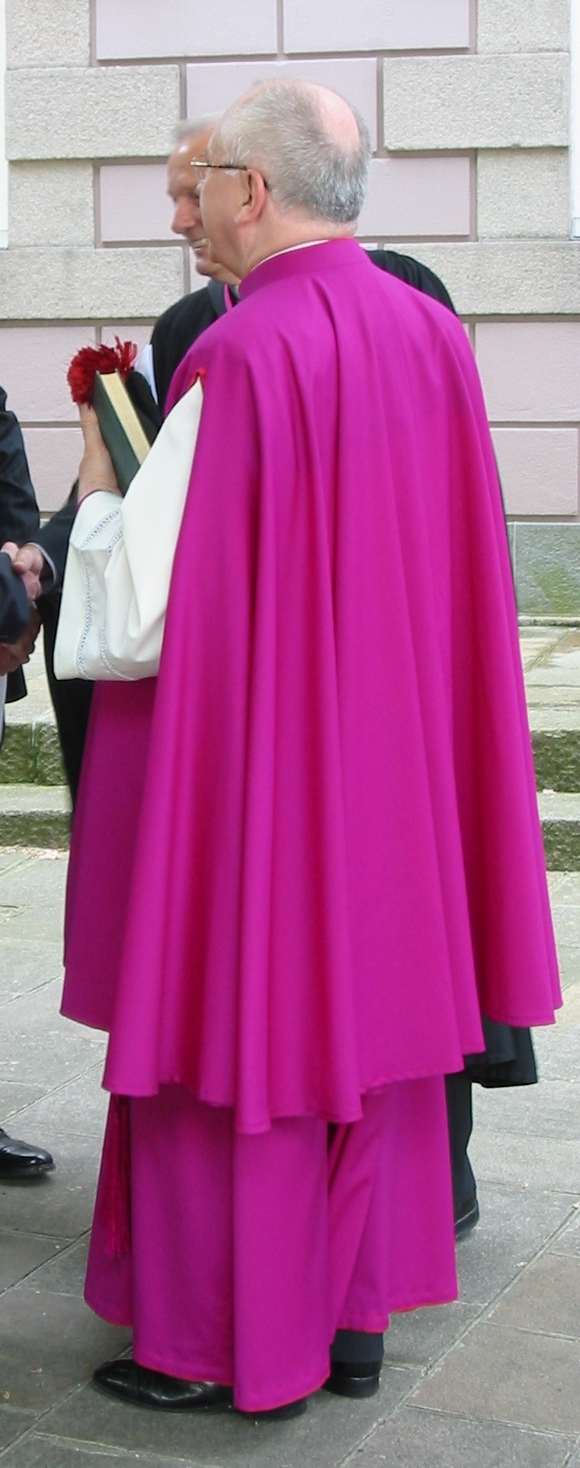
Klerik ve fialové manteletě.

Manteleta je mimoliturgický oděv duchovních používaný v římskokatolické církvi od konce 15. století. Má podobu kratšího pláště bez rukávů sahajícího ke kolenům a obléká se přes rochetu. Bývá obvykle zhotovena z fialového hedvábí, v historii mohla být v chladnějších zemích podšita kožešinou.

## Historie
Manteleta je určena vyšším prelátům římské kurie (ne však protonotářům a čestným prelátům mimo kurii), dříve ji směli nosit i biskupové mimo území své jurisdikce namísto mozety. Po roce 1969, kdy byla zrušena instrukcí papežského státního sekretariátu Ut sive sollicite, je její užití výjimečné.